# Riacho do Urubu
O Riacho do Urubu é um riacho (um pequeno rio) brasileiro que corta o bairro da Maternidade, na cidade de Patos, estado da Paraíba.